# 박선일
박선일(朴善一, 1966년 7월 22일 ~ )은 전 KBO 리그 빙그레 이글스와 삼성 라이온즈의 포수이다.
경희대학교 체육학과를 졸업하고 빙그레의 지명을 받아 1989년에 프로에 데뷔했다. 1993년 시즌 중에 이상목과 맞트레이드되어 삼성 유니폼을 입었으며, 이적 뒤  주전이 되었으나 같은 해 플레이오프 3차전에서 1루에 슬라이딩하다가 손 부상을 당했고 결국 남은 시즌을 마감해야 했다.
그 이후에는 별 활약을 보여 주지 못하고 1996년 시즌 후 방출되었다. 통산 8시즌을 뛰며 495타수 118안타, 7홈런, 타율 0.238을 기록했다. 現 사당초등학교 야구부 감독이다.

## 출신학교
- 서울봉천초등학교
- 선린중학교
- 선린상업고등학교
- 경희대학교 체육학과 (1985학번)